# آندری هوسین
آندری لئونیدوویچ هوسین (اوکراینی: Андрій Леонідович Гусін؛ انگلیسی: Andriy Leonidovych Husin زادهٔ ۱۱ دسامبر ۱۹۷۲) یک بازیکن فوتبال اهل اوکراین بود.
وی همچنین در تیم ملی فوتبال اوکراین بازی کرد.